# Min faster i Sarajevo
Min faster i Sarajevo är en svensk dramafilm från 2016 regisserad av Goran Kapetanović. För filmens manus står Kapetanovic, China Åhlander och Dragan Mitic.
Filmen nominerades till sex guldbaggar 2017 och vann två stycken; för bästa regi och bästa kvinnliga biroll.
Filmen var en del i Svenska Filminstitutets och Sveriges Televisions satsning Moving Sweden. 

## Handling
Zlatan återvänder med sin vuxna dotter till Sarajevo från vart han flydde i sin ungdom. Filmen berör Zlatans traumatiska återvändande till de krigsdrabbade minnena.

## Rollista[8]
- Zlatan – Milan Dragišić
- Anja – Julia Ragnarsson
- Radmila – Sadžida Šetić